# Yan Zi
Yan Zi (chiń. 晏紫; pinyin Yàn Zī; ur. 12 listopada 1984 w Chengdu) – hongkońska tenisistka, do 2014 reprezentująca Chiny, zwyciężczyni turniejów wielkoszlemowych w grze podwójnej, brązowa medalistka igrzysk olimpijskich w Pekinie (2008) w deblu; reprezentantka Chin w Pucharze Federacji, kapitan Hongkongu w Pucharze Federacji od kwietnia 2016.

## Kariera
Córka menedżera i nauczycielki, treningi tenisowe rozpoczęła w wieku 6 lat. W gronie tenisistek zawodowych występuje od 2003. W karierze singlowej jej największym osiągnięciem jest zwycięstwo w turnieju w Kantonie w 2005; po tym sukcesie awansowała do czołowej setki rankingu światowego.
Dużo większe osiągnięcia ma dotychczas w grze podwójnej. Tworzy regularną parę z rodaczką Zheng Jie. W 2004 były w ćwierćfinale igrzysk olimpijskich w Atenach (przegrały z Hiszpankami Conchitą Martínez i Virginią Ruano Pascual), w 2005 wygrały dwa turnieje WTA Tour (Hobart, Hajdarabad) i zaliczyły dalsze dwa finały (Pekin, Bali). Wyniki te dały Yan Zi awans do czołowej trzydziestki rankingu deblistek w styczniu 2006.
W styczniu 2006 Yan Zi i Zheng Jie jako pierwsze reprezentantki Chin awansowały do finału turnieju wielkoszlemowego (Australian Open), a następnie sięgnęły także po końcowe zwycięstwo. Rozstawione w turnieju z numerem 12, pokonały po drodze kilka wyżej notowanych par (m.in. Diemientjewą i Pennettę, Suárez i Ruano Pascal, Asagoe i Srebotnik). W finale Chinki pokonały Amerykankę Lisę Raymond i Australijkę Samanthę Stosur, broniąc dwóch piłek meczowych; meczboli broniły także w ćwierćfinale z Suárez i Ruano Pascal. Para chińska triumfowała również na Wimbledonie w lipcu 2006.
Yan Zi jest zawodniczką praworęczną, z oburęcznym forehandem i backhandem.

## Finały turniejów WTA
| Legenda                     | Legenda |
| --------------------------- | ------- |
| Wielki Szlem                |         |
| Igrzyska olimpijskie        |         |
| WTA Tour Championships      |         |
| 1988 – 2008                 |         |
| Kategoria I                 |         |
| Kategoria II                |         |
| Kategoria III               |         |
| Kategoria IV                |         |
| Kategoria V                 |         |
| 2009 – 2020                 |         |
| WTA Premier Mandatory       |         |
| WTA Premier 5               |         |
| WTA Premier                 |         |
| WTA International Series    |         |
| WTA 125K series (2012–2020) |         |

### Gra pojedyncza 1 (1-0)
| Końcowy wynik | Nr | Data                | Turniej | Nawierzchnia | Przeciwniczka          | Wynik finału   |
| ------------- | -- | ------------------- | ------- | ------------ | ---------------------- | -------------- |
| Zwyciężczyni  | 1. | 2 października 2005 | Kanton  | Twarda       | Nuria Llagostera Vives | 6:4, 4:0 krecz |

### Gra podwójna 28 (17-11)
| Końcowy wynik | Nr  | Data                | Turniej          | Nawierzchnia | Partnerka             | Przeciwniczki                              | Wynik finału      |
| ------------- | --- | ------------------- | ---------------- | ------------ | --------------------- | ------------------------------------------ | ----------------- |
| Finalistka    | 1.  | 14 czerwca 2003     | Wiedeń           | Ceglana      | Zheng Jie             | Li Ting Sun Tiantian                       | 3:6, 4:6          |
| Zwyciężczyni  | 1.  | 14 stycznia 2005    | Hobart           | Twarda       | Zheng Jie             | Anabel Medina Garrigues Dinara Safina      | 6:4, 7:5          |
| Zwyciężczyni  | 2.  | 12 lutego 2005      | Hajdarabad       | Twarda       | Zheng Jie             | Li Ting Sun Tiantian                       | 6:4, 6:1          |
| Finalistka    | 2.  | 13 września 2005    | Bali             | Twarda       | Zheng Jie             | Anna-Lena Grönefeld Meghann Shaughnessy    | 3:6, 3:6          |
| Finalistka    | 3.  | 25 września 2005    | Pekin            | Twarda       | Zheng Jie             | Nuria Llagostera Vives María Vento-Kabchi  | 2:6, 4:6          |
| Zwyciężczyni  | 3.  | 28 stycznia 2006    | Australian Open  | Twarda       | Zheng Jie             | Lisa Raymond Samantha Stosur               | 2:6, 7:6(7), 6:3  |
| Finalistka    | 4.  | 12 lutego 2006      | Pattaya          | Twarda       | Zheng Jie             | Li Ting Sun Tiantian                       | 6:3, 1:6, 6:7(5)  |
| Zwyciężczyni  | 4.  | 14 maja 2006        | Berlin           | Ceglana      | Zheng Jie             | Jelena Diemientjewa Flavia Pennetta        | 6:2, 6:3          |
| Zwyciężczyni  | 5.  | 21 maja 2006        | Rabat            | Ceglana      | Zheng Jie             | Ashley Harkleroad Bethanie Mattek          | 6:1, 6:3          |
| Zwyciężczyni  | 6.  | 24 czerwca 2006     | ’s-Hertogenbosch | Trawiasta    | Zheng Jie             | Ana Ivanović Marija Kirilenko              | 3:6, 6:2, 6:2     |
| Zwyciężczyni  | 7.  | 8 lipca 2006        | Wimbledon        | Trawiasta    | Zheng Jie             | Virginia Ruano Pascual Paola Suárez        | 6:3, 3:6, 6:2     |
| Finalistka    | 5.  | 14 sierpnia 2006    | Sztokholm        | Twarda       | Zheng Jie             | Eva Birnerová Jarmila Gajdošová            | 6:0, 4:6, 2:6     |
| Zwyciężczyni  | 8.  | 26 sierpnia 2006    | New Haven        | Twarda       | Zheng Jie             | Lisa Raymond Samantha Stosur               | 6:4, 6:2          |
| Zwyciężczyni  | 9.  | 15 kwietnia 2007    | Charleston       | Ceglana      | Zheng Jie             | Peng Shuai Sun Tiantian                    | 7:5, 6:0          |
| Zwyciężczyni  | 10. | 26 maja 2007        | Strasburg        | Ceglana      | Zheng Jie             | Alicia Molik Sun Tiantian                  | 6:3, 6:4          |
| Zwyciężczyni  | 11. | 29 września 2007    | Kanton           | Twarda       | Peng Shuai            | Vania King Sun Tiantian                    | 6:3, 6:4          |
| Zwyciężczyni  | 12. | 7 października 2007 | Tokio            | Twarda       | Sun Tiantian          | Chuang Chia-jung Vania King                | 1:6, 6:2, 10–6    |
| Zwyciężczyni  | 13. | 7 października 2007 | Bangkok          | Twarda       | Sun Tiantian          | Ayumi Morita Junri Namigata                | walkower          |
| Finalistka    | 6.  | 5 stycznia 2008     | Gold Coast       | Twarda       | Zheng Jie             | Dinara Safina Ágnes Szávay                 | 1:6, 2:6          |
| Zwyciężczyni  | 14. | 11 stycznia 2008    | Sydney           | Twarda       | Zheng Jie             | Tetiana Perebyjnis Tacciana Puczak         | 6:4, 7:6(5)       |
| Finalistka    | 7.  | 1 marca 2008        | Dubaj            | Twarda       | Zheng Jie             | Cara Black Liezel Huber                    | 5:7, 2:6          |
| Finalistka    | 8.  | 22 marca 2008       | Indian Wells     | Twarda       | Zheng Jie             | Dinara Safina Jelena Wiesnina              | 1:6, 6:1, 8–10    |
| Zwyciężczyni  | 15. | 25 maja 2008        | Strasburg        | Ceglana      | Tetiana Perebyjnis    | Chan Yung-jan Chuang Chia-jung             | 6:4, 6:7(3), 10–6 |
| Finalistka    | 9.  | 21 września 2008    | Kanton           | Twarda       | Sun Tiantian          | Marija Korytcewa Tacciana Puczak           | 6:3, 2:6, 8–10    |
| Finalistka    | 10. | 23 maja 2009        | Warszawa         | Ceglana      | Zheng Jie             | Raquel Kops-Jones Bethanie Mattek-Sands    | 1:6, 1:6          |
| Zwyciężczyni  | 16. | 9 sierpnia 2009     | Los Angeles      | Twarda       | Chuang Chia-jung      | Marija Kirilenko Agnieszka Radwańska       | 6:0, 4:6, 10–7    |
| Zwyciężczyni  | 17. | 11 kwietnia 2010    | Ponte Beach      | Ceglana      | Bethanie Mattek-Sands | Chuang Chia-jung Peng Shuai                | 4:6, 6:4, 10–8    |
| Finalistka    | 11. | 22 maja 2010        | Warszawa         | Ceglana      | Cara Black            | Virginia Ruano Pascual Meghann Shaughnessy | 3:6, 4:6          |